# Финал Кубка СССР по футболу 1949
Финал Кубка СССР по футболу 1949 года состоялся 4 ноября. Московское «Торпедо» переиграло московское «Динамо» со счётом 2:1 и стало обладателем Кубка СССР.

## Путь к финалу
| Торпедо (Москва)        | Торпедо (Москва) | Торпедо (Москва)   | Этап        | Динамо (Москва)     | Динамо (Москва) | Динамо (Москва) |
| ----------------------- | ---------------- | ------------------ | ----------- | ------------------- | --------------- | --------------- |
| Соперник                | Место            | Счёт               |             | Соперник            | Место           | Счёт            |
| Команда г. Харькова     | В гостях         | 3:1                | 1/16 финала | Металлург (Москва)  | Дома            | 10:0            |
| Крылья Советов (Самара) | Дома             | 0:0 (доп. вр. 1:0) | 1/8 финала  | Динамо (Сталинабад) | Дома            | 3:0             |
| Нефтяник (Баку)         | Дома             | 3:2                | 1/4 финала  | Динамо (Тбилиси)    | Дома            | 3:1             |
| ЦДКА                    | Дома             | 2:1                | 1/2 финала  | Спартак (Москва)    | Дома            | 2:2             |
| ЦДКА                    |                  |                    | 1/2 финала  | Спартак (Москва)    | Дома            | 2:1             |

## Ход финального матча
Московские «Торпедо» и «Динамо» впервые встречались между собой в финале Кубка СССР по футболу. Для автозаводцев это финал был вторым (первый в 1947 году проиграли московскому «Спартаку» 0:2), а для «Динамо» — третьим (при одной победе в 1937 году). А на других стадиях «Торпедо» и «Динамо» ранее сходились дважды: в 1/32 финала Кубка СССР 1938 года автозаводцы победили 3:1, а в 1/8 финала Кубка СССР 1945 года уже «Динамо» обыграло с крупным счётом (5:2) соперников и вышло в четвертьфинал.
За первые 3 минуты финального матча обе команды смогли создать несколько опасных моментов у чужих ворот. На 17-й минуте был открыт счёт в матче: нападающие «Динамо» Владимир Савдунин и Владимир Ильин провели незамысловатую комбинацию, и последний нанёс результативный удар по воротам соперника. Ближе к концу первого тайма, на 38-й минуте, «Торпедо» удалось восстановить равновесие в матче. Забитым голом отметился нападающий Владимир Нечаев, откликнувшийся на продольную передачу по центру полузащитника автозаводцев Павла Соломатина.
Развязка поединка произошла в конце второго тайма. На 83-й минуте нападающий «Торпедо» Александр Пономарёв забил победный мяч, после паса от Антонина Сочнева. Московское «Торпедо» впервые в своей истории стало обладателем Кубка СССР по футболу.

## Финал
| Торпедо (Москва)           | 2:1   | Динамо (Москва) |
| -------------------------- | ----- | --------------- |
| Нечаев 38′ · Пономарёв 83′ | Отчёт | В. Ильин 17′    |

| ТОРПЕДО:           |  |                      |
|                    |  |                      |
| Вр                 |  | Владимир Лексовский  |
| Зщ                 |  | Михаил Бычков        |
| Зщ                 |  | Григорий Дуганов     |
| Зщ                 |  | Агустин Гомес Пагола |
| ПЗ                 |  | Павел Соломатин      |
| ПЗ                 |  | Юрий Чайко           |
| ПЗ                 |  | Виктор Пономарёв     |
| Нап                |  | Николай Ефимов       |
| Нап                |  | Александр Пономарёв  |
| Нап                |  | Владимир Нечаев      |
| Нап                |  | Антонин Сочнев       |
| Главный тренер:    |  |                      |
| Константин Квашнин |  |                      |

| ДИНАМО:         |  |                    |
|                 |  |                    |
| Вр              |  | Алексей Хомич      |
| Зщ              |  | Александр Петров   |
| Зщ              |  | Михаил Семичастный |
| Зщ              |  | Пётр Иванов        |
| ПЗ              |  | Всеволод Блинков   |
| ПЗ              |  | Александр Соколов  |
| ПЗ              |  | Леонид Соловьёв    |
| Нап             |  | Владимир Цветков   |
| Нап             |  | Иван Конов         |
| Нап             |  | Константин Бесков  |
| Нап             |  | Владимир Савдунин  |
| Нап             |  | Владимир Ильин     |
| Главный тренер: |  |                    |
| Михаил Якушин   |  |                    |